# Бедняковская волость (Аткарский уезд)
Бедняковская волость — низшая административно-территориальная единица в составе Аткарского уезда Саратовской губернии. Существовала в 1918—1920 годах. Волостной центр — ?.

## История
Выделена из Коленской и Софьинской волостей 01.01.1918. После упразднения 30.10.1920 Бедняковская волость вновь вошла в их состав.

## Состав
В состав волости входили сельские, поселковые советы (в скобках другое наименование или написание):
- Александровский сельсовет
- Бедняковский сельсовет
- Биркаловский сельсовет (Биркаловский 1-й, Биркаловский 2-й)
- Шубинский сельсовет
- Щукинский сельсовет